# Astaena nitida
Astaena nitida är en skalbaggsart som beskrevs av Mannerheim 1829. Astaena nitida ingår i släktet Astaena och familjen Melolonthidae. Inga underarter finns listade.